# 2019–2020-as négysánc-verseny
A 2019–2020-as négysánc-verseny, a 2019–2020-as síugró-világkupa részeként került megrendezésre, melyet hagyományosan Oberstdorfban, Garmisch-Partenkirchenben (Németország), valamint Innsbruckban és Bischofshofenben (Ausztria) tartottak 2019. december 29. és 2020. január 6. között.

## Lebonyolítás
| Forduló | Helyszín               | Dátum              | Típus     | Kezdés időpontja (CET) |
| ------- | ---------------------- | ------------------ | --------- | ---------------------- |
| 1       | Oberstdorf             | 2019. december 28. | Selejtező | 16:30                  |
| 1       | Oberstdorf             | 2019. december 29. | Verseny   | 17:30                  |
| 2       | Garmisch-Partenkirchen | 2019. december 31. | Selejtező | 14:00                  |
| 2       | Garmisch-Partenkirchen | 2020. január 1.    | Verseny   | 14:00                  |
| 3       | Innsbruck              | 2020. január 3.    | Selejtező | 14:00                  |
| 3       | Innsbruck              | 2020. január 4.    | Verseny   | 14:00                  |
| 4       | Bischofshofen          | 2020. január 5.    | Selejtező | 16:30                  |
| 4       | Bischofshofen          | 2020. január 6.    | Verseny   | 17:15                  |

## Eredmények

### Oberstdorf
Schattenbergschanze HS137

2019. december 29.
| Helyezés | Név                | 1. ugrás (m) | 2. ugrás (m) | Pontok |
| -------- | ------------------ | ------------ | ------------ | ------ |
| 1        | Kobajasi Rjójú     | 138.0        | 134.0        | 305.1  |
| 2        | Karl Geiger        | 135.0        | 134.0        | 295.9  |
| 3        | Dawid Kubacki      | 132.0        | 133.0        | 294.7  |
| 4        | Stefan Kraft       | 131.0        | 132.0        | 291.2  |
| 5        | Piotr Żyła         | 132.0        | 129.0        | 281.5  |
| 6        | Philipp Aschenwald | 132.5        | 129.5        | 280.3  |
| 7        | Szató Jukija       | 129.5        | 132.0        | 280.1  |
| 8        | Robert Johansson   | 134.0        | 130.5        | 279.8  |
| 9        | Domen Prevc        | 129.5        | 134.0        | 279.5  |
| 10       | Marius Lindvik     | 139.0        | 124.5        | 278.5  |

### Garmisch-Partenkirchen
Große Olympiaschanze HS142

2020. január 1.
| Helyezés | Név                  | 1. ugrás (m) | 2. ugrás (m) | Pontok |
| -------- | -------------------- | ------------ | ------------ | ------ |
| 1        | Marius Lindvik       | 143.5        | 136.0        | 289.8  |
| 2        | Karl Geiger          | 132.0        | 141.5        | 285.0  |
| 3        | Dawid Kubacki        | 137.0        | 139.5        | 284.0  |
| 4        | Kobajasi Rjóju       | 132.0        | 141.0        | 282.1  |
| 5        | Itó Daiki            | 131.0        | 136.5        | 273.4  |
| 6        | Daniel Huber         | 136.5        | 134.0        | 272.1  |
| 7        | Constantin Schmid    | 134.5        | 134.5        | 271.5  |
| 8        | Roman Koudelka       | 135.0        | 133.0        | 267.3  |
| 9        | Johann André Forfang | 132.0        | 135.0        | 266.2  |
| 10       | Markus Eisenbichler  | 129.0        | 134.5        | 266.1  |

### Innsbruck
Bergiselschanze HS128

  2020. január 4.
| Helyezés | Név                   | 1. ugrás (m) | 2. ugrás (m) | Pontok |
| -------- | --------------------- | ------------ | ------------ | ------ |
| 1        | Marius Lindvik        | 133.0        | 120.5        | 253.3  |
| 2        | Dawid Kubacki         | 133.0        | 120.5        | 252.0  |
| 3        | Daniel-André Tande    | 126.0        | 131.0        | 249.3  |
| 4        | Stefan Kraft          | 123.0        | 127.5        | 245.0  |
| 5        | Stephan Leyhe         | 125.0        | 125.0        | 241.6  |
| 6        | Gregor Schlierenzauer | 127.5        | 126.0        | 240.0  |
| 7        | Johann André Forfang  | 131.0        | 120.5        | 238.4  |
| 8        | Karl Geiger           | 117.5        | 126.0        | 236.5  |
| 9        | Peter Prevc           | 127.0        | 122.0        | 236.3  |
| 10       | Domen Prevc           | 125.0        | 122.0        | 234.6  |

### Bischofshofen
Paul-Ausserleitner-Schanze  HS142

 2020. január 6.
| Helyezés | Név                | 1. ugrás (m) | 2. ugrás (m) | Pontok |
| -------- | ------------------ | ------------ | ------------ | ------ |
| 1        | Dawid Kubacki      | 143.0        | 140.5        | 300.9  |
| 2        | Karl Geiger        | 140.0        | 136.0        | 291.0  |
| 3        | Marius Lindvik     | 139.0        | 137.0        | 289.4  |
| 4        | Stefan Kraft       | 138.0        | 137.0        | 287.4  |
| 5        | Peter Prevc        | 136.5        | 138.0        | 283.6  |
| 6        | Daniel-André Tande | 137.5        | 135.0        | 279.3  |
| 7        | Kobajasi Rjójú     | 135.5        | 138.0        | 279.0  |
| 8        | Itó Daiki          | 137.0        | 134.0        | 276.4  |
| 9        | Domen Prevc        | 140.0        | 133.0        | 275.5  |
| 10       | Philipp Aschenwald | 136.0        | 135.0        | 274.6  |

## Végeredmény
Összesített végeredmény:
| Helyezés | Név                  | Oberstdorf | Garmisch- Partenkirchen | Innsbruck  | Bischofshofen | Pontok |
| -------- | -------------------- | ---------- | ----------------------- | ---------- | ------------- | ------ |
| 1        | Dawid Kubacki        | 294.7 (3)  | 284.0 (3)               | 252.0 (2)  | 300.9 (1)     | 1131.6 |
| 2        | Marius Lindvik       | 278.5 (10) | 289.8 (1)               | 253.3 (1)  | 289.4 (3)     | 1111.0 |
| 3        | Karl Geiger          | 295.9 (2)  | 285.0 (2)               | 236.5 (8)  | 291.0 (2)     | 1108.4 |
| 4        | Kobajasi Rjójú       | 305.1 (1)  | 282.1 (4)               | 229.8 (14) | 279.0 (7)     | 1096.0 |
| 5        | Stefan Kraft         | 291.2 (4)  | 262.4 (13)              | 245.0 (4)  | 287.4 (4)     | 1086.0 |
| 6        | Johann André Forfang | 272.5 (15) | 266.2 (9)               | 238.4 (7)  | 273.9 (11)    | 1051.0 |
| 7        | Domen Prevc          | 279.5 (9)  | 261.3 (17)              | 234.6 (10) | 275.5 (9)     | 1050.9 |
| 8        | Peter Prevc          | 265.3 (21) | 263.6 (12)              | 236.3 (9)  | 283.6 (5)     | 1048.8 |
| 9        | Itó Daiki            | 267.3 (18) | 273.4 (5)               | 221.9 (18) | 276.4 (8)     | 1039.0 |
| 10       | Stephan Leyhe        | 276.6 (13) | 261.6 (16)              | 241.6 (5)  | 257.7 (18)    | 1037.5 |